# Albina (piosenkarka)
Albina Grčić (ur. 6 lutego 1999 w Splicie) – chorwacka piosenkarka.

## Życiorys
W 2015 wzięła udział w drugiej edycji talent show X Factor Adria. Po etapie castingów odrzuciła propozycję dołączenia do girlsbandu utworzonego na potrzeby programu, co poskutkowało zakończeniem jej udziału w show. 
W 2020 zajęła trzecie miejsce w programie The Voice Hrvastka. Po udziale w talent show podpisała umowę z wytwórnią Universal Music Croatia. W 2021 z utworem „Tick-Tock” zwyciężyła w finale festiwalu Dora oraz, reprezentując Chorwacji, zajęła 11. miejsce w półfinale 65. Konkursu Piosenki Eurowizji w Rotterdamie.

## Dyskografia

### Single
| Rok                                                      | Tytuł             | Najwyższe pozycje na listach | Najwyższe pozycje na listach | Najwyższe pozycje na listach | Najwyższe pozycje na listach | Album |
| Rok                                                      | Tytuł             | CRO                          | BEL (Fl)                     | NLD                          | LTU                          | Album |
| -------------------------------------------------------- | ----------------- | ---------------------------- | ---------------------------- | ---------------------------- | ---------------------------- | ----- |
| 2020                                                     | „Imuna na strah”  | 11                           | –                            | –                            | –                            | –     |
| 2021                                                     | „Tick-Tock”       | 1                            | –                            | –                            | 48                           | –     |
| 2021                                                     | „La La Love”      | 2                            | –                            | –                            | –                            | –     |
| 2021                                                     | „Plači mila”      | 12                           | –                            | –                            | –                            | –     |
| 2022                                                     | „Noću”            | 4                            | –                            | –                            | –                            | –     |
| 2023                                                     | „27.”             | 18                           | –                            | –                            | –                            | –     |
| 2023                                                     | „Žar” (oraz Ðana) | 20                           | –                            | –                            | –                            | –     |
| „–” oznacza, że singel nie był notowany na danej liście. |                   |                              |                              |                              |                              |       |